# Villa Romana de Rio Maior
A Villa Romana de Rio Maior é um sítio arqueológico constituído por uma villa romana situada na freguesia e na cidade de Rio Maior, no distrito de Santarém.
A Villa Romana de Rio Maior está classificada como Sítio de Interesse Público desde 2014.

## História
A primeira menção a esta villa romana foi feita por Francisco Pereira de Sousa que referiu que, no século XIX, um agricultor, ao lavrar seu campo, puxou da terra dois fustes de coluna em mármore, um deles com quatro metros de comprimento, e fragmentos de mosaico. Só em 1983 que o Setor de Museus, Património Histórico, Arqueológico e Cultural do município fez prospecções, mas pela pressão urbanística e a necessidade de alargar o cemitério, o sítio só foi escavado entre 1995-1999, por solicitação do Instituto Português do Patrimônio Arquitetónico. A busca revelou área de 772 metros quadrados, que grosso modo corresponde à parte urbana da villa e era formada por quatro corredores, seis salas e duas absides, todos revestidos com pavimentos musivos policromados. Dentre o espólio havia fragmentos de terra sigillata da Hispânia e África tardias, numismas e pequenas peças em bronze e parcelas de estatuária, permitindo datar o sítio no Império Romano Tardio (séculos III-V).